# Westermannia immaculata
Westermannia immaculata är en fjärilsart som beskrevs av Fletcher 1961. Westermannia immaculata ingår i släktet Westermannia och familjen trågspinnare. Inga underarter finns listade i Catalogue of Life.